# Villa Grampa
La Villa Grampa es una residencia histórica de Temperley en Argentina.

## Historia
El palacete fue construido entre el 1910 y el 1914 según el proyecto de los arquitectos Marchesotti y Bressan para Bernardo Grampa, un empresario italiano originario del lago de Como activo en el negocio de materiales de construcción y quien había llegado a Argentina en 1886.

## Descripción
La casona presenta un estilo neorrenacentista italiano y se despliega en dos niveles. La residencia está rodeada por un gran jardín.